# Espeyrac
 Espeyrac  (en occitano Espeirac) es una población y comuna francesa, situada en la región de Mediodía-Pirineos, departamento de Aveyron, en el distrito de Rodez y cantón de Entraygues-sur-Truyère.

## Demografía
| 405 | 352 | 305 | 287 | 225 | 243 |
| Para los censos de 1962 a 1999 la población legal corresponde a la población sin duplicidades (Fuente: INSEE [Consultar]) |     |     |     |     |     |